# 永平親王
永平親王（ながひらしんのう、康保2年（965年） - 永延2年10月13日（988年11月24日））は、平安時代中期の皇族。村上天皇の第八皇子。官位は四品・兵部卿。

## 経歴
村上朝末の康保3年（966年）親王となる。円融朝の天元2年（979年）小一条第にて、左大臣・源雅信の加冠により元服し、四品に叙せられた。
のち、兵部卿を務めるが、一条朝初頭の永延2年（988年）10月13日薨去。享年24。最終官位は兵部卿四品。

## 官歴
『日本紀略』による。
- 康保3年（966年） 4月19日：為親王
- 天元2年（979年） 2月20日：元服、四品
- 時期不詳：兵部卿
- 永延2年（988年） 10月13日：薨去（兵部卿四品）

## 人物
容貌は美しかったが、精神はこの上ない暗愚であったという（『大鏡』）。外叔父の藤原済時に唆されて大饗を開催するも、退出しようとする参加者を乱暴に引き止めようとして冷笑された話や（『大鏡』）、養子にと声がかかった昌子内親王に対して、不例の見舞いの時に使った挨拶の口上を、元旦の拝礼でも同じように言ってしまい、女房たちから嘲笑されるなど（『栄花物語』）、永平の暗愚に関する逸話が残っている。

## 系譜
『尊卑分脈』による。
- 父：村上天皇
- 母：藤原芳子